# A Place for Us
A Place for Us è un EP del duo pop rock italiano Sonohra, pubblicato il 30 novembre 2010 dall'etichetta discografica Sony RCA. L'EP è stato anticipato dal singolo There's a Place for Us, uscito il 19 novembre 2010, facente parte della colonna sonora del film Le cronache di Narnia - Il viaggio del veliero, per l'Italia, la Spagna e la Francia.
Il disco contiene, oltre all'inedito, altri sette brani già pubblicati nei precedenti album Liberi da sempre e Metà, ma con testi in lingua inglese e riarrangiati in chiave rock ed elettronica.
Sulla piattaforma di vendita digitale iTunes è possibile acquistare un'edizione speciale dell'EP contenente una nona traccia.

## Tracce
1. There's a Place for Us - 3:53
2. Who Am I (Sono io) - 4:26
3. In My Imagination (Io e te) - 4:56
4. Let Go (Solo stasera) - 4:08
5. Let Your Love Show (Love Show) - 4:03
6. Free to Be (Liberi da sempre) - 3:42
7. Love Is Here (L'amore) - 3:37
8. Cut Me Loose (Seguimi o uccidimi) - 4:05

iTunes bonus track
1. Blow by Blow (Ama ancora) - 4:52

## Classifiche
| Classifica (2010) | Posizione raggiunta |
| ----------------- | ------------------- |
| Italia            | 27                  |

### Andamento nella classifica italiana
| Posizione | 27 | 61 | 92 | - |